# Cayo de Luis Peña
Cayo de Luis Peña ist eine unbewohnte Insel von Puerto Rico im Karibischen Meer. Sie liegt etwa einen Kilometer westlich der Insel Culebra und knapp einen Kilometer südöstlich der Las-Hermanas-Inseln.